# Бето
Андрѐ Роберто Соареш да Силва – Бето (на португалски André Roberto Soares da Silva, на бразилски португалски се изговаря по-близко до Андре Хуберту Суариш да Силва) е бразилски футболист, нападател. В края на декември 2006 г. подписва договор с Литекс  който влиза в сила от 1 януари 2007 г. За една година Бето изиграва 42 официални срещи в които отбелязва впечатляващите 20 гола. През февруари 2008 г. е трансфериран в турския Газиантепспор за сумата от 620 000 долара, като в зависимост от изиграните мачове на Бето Литекс ще получи допълнителни 330 000.